# César Brito
Cor. César Brito fue un militar mexicano que participó en la Revolución mexicana. Nació en Huimanguillo, Tabasco. En 1910 se incorporó al ejército maderista que se formó en su estado natal. Cuando el cuartelazo de Victoriano Huerta, se levantó en armas bajo las órdenes de los generales Carlos Greene, Ernesto Aguirre Colorado, Ramón Sosa Torres y Aurelio Sosa Torres. Alcanzó el grado de coronel. Murió en combate cerca de Acachapán, Tabasco, en 1929.    